# Scopula intensata
Scopula intensata là một loài bướm đêm trong họ Geometridae.